# Edgar Leonard
Edgar Welch Leonard (West Newton, Massachusetts, 1881. június 19. – New York, 1948. október 7.) amerikai olimpiai bajnok teniszező.

## Pályafutása
Egy arany és egy bronzérmet szerzett a St. Louisban rendezett, 1904. évi nyári olimpiai játékokon. A páros versenyben Beals Wright társaként lett bajnok, még az egyéni versenyen elődöntőig jutott így megszerezve a bronzérmet.